# طباعة حركية

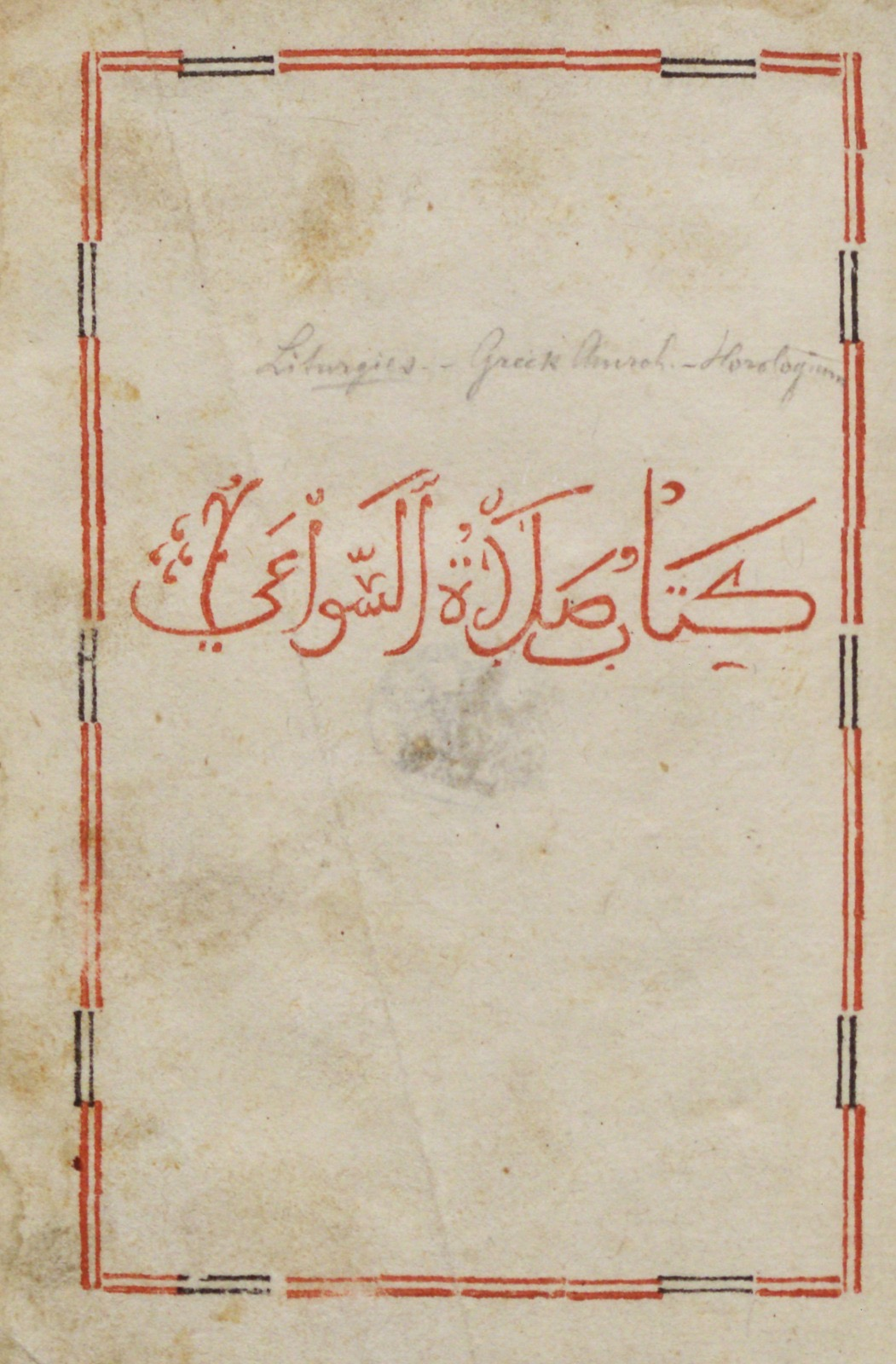
نُسخة من كتاب "صلاة السواعي" محفوظة في مكتبة جامعة أكسفورد. يُعد أول كتاب معروف طُبع باللغة العربية، وتم ذلك بطريقة الحرف المُتحرك.

الطباعة الحركية (أو الطباعة المتحركة) هي نظام وتقنية طباعة وفن صياغة الحروف الذي يستخدم أجزاءً متحركة لإعادة إنتاج عناصر المستند (عادةً ما تكون حروف الأبجدية الرقمية أو علامات الترقيم) ويُطبع على الورق.
كانت أول تقنية طباعة للحروف المتحركة في العالم لطباعة الكتب الورقية مصنوعة من البورسلان واخترعت نحو عام 1040 ميلادي في الصين خلال عهد أسرة سونغ الشمالية من قبل المخترع بي شنغ (990-1051). ويُعتبر كتاب جيكجي أقدم كتاب موجود مطبوع بالحرف المعدني المتحرك، وقد طُبع في كوريا عام 1377 خلال عهد سلالة غوريو.
اقتصر انتشار نظامي الأحرف المتحركة، إلى حد ما، على شرق آسيا بشكل أساسي. ومن المحتمل أن يكون تطور الطباعة في أوروبا قد تأثر بالعديد من التقارير المتفرقة عن تقنية الحرف المتحرك التي أحضرها إلى أوروبا رجال الأعمال والمبشرين العائدين من الصين. وما تزال بعض هذه السجلات الأوروبية في العصور الوسطى محفوظة ضمن مقتنيات مكتبة الفاتيكان وجامعة أكسفورد وغيرها الكثير. ومع ذلك، لم تناقش أي من هذه السجلات الأوروبية الطباعة قبل غوتنبرغ.
ابتكر يوهان غوتنبرغ آلة الطباعة المعدنية بالأحرف المتحركة في أوروبا نحو عام 1450، وذلك جنبًا إلى جنب مع الابتكارات في سبك النوع القائم على المصفوفة والصب اليدوي. وقد كان عدد الحروف الأبجدية الصغير اللازمة للغات الأوروبية عاملًا مهمًا. وكان غوتنبرغ أول من صنع قطع الأحرف من سبائك الرصاص والقصدير والإثمد، وظلت هذه المواد مستخدمة لمدة 550 عامًا.
أما بالنسبة للنصوص الألفبائية، كان تنسيق الصفحة في الحرف المتحرك أسرع منه في الطباعة الخشبية. إذ كانت القطع من النوع المعدني أكثر دوامًا وكانت الحروف أكثر توحدًا، ما أدى إلى فن صياغة الحروف والخطوط. مثلما أن الجودة العالية والسعر المنخفض نسبيًا لإنجيل غوتنبرغ (1455) أثبتا تفوق طباعة الحرف المتحرك في أوروبا وانتشر استخدام آلات الطباعة بسرعة كبيرة. ويمكن اعتبار آلة الطباعة واحدة من العوامل الرئيسية التي أسست لعصر النهضة، وبسبب فاعليتها، انتشر استخدامها في جميع أنحاء العالم.
لكن تسبب اختراع تنضيد الحروف بالمعادن المصهورة في القرن التاسع عشر وما تلاه في تراجع تقنية الحرف المتحرك في القرن العشرين.

## سلائف النمط المنقول

### نقار الورق والعملات
طُورت تقنية طباعة نسخ متعددة من الرموز أو الصور الرمزية مع نقار رئيسي من المعدن الصلب في نحو عام 3000 قبل الميلاد في سومر القديمة. يمكن اعتبار هذه الأنواع المعدنية من النقارات كسلائف لنقارات الورق التي استُخدمت خلال آلاف السنين اللاحقة للطباعة المعدنية من النمط المنقول. استُخدمت الأختام الأسطوانية في بلاد ما بين النهرين لإنشاء أثر على سطح ما من خلال دحرجة الختم على الطين الرطب. استُخدمت لتوقيع المستندات ووضع علامة على الأشياء باعتبارها ملكية لصاحبها. اعتُبرت الأختام الأسطوانية شكلًا من أشكال الطباعة المبكرة القادرة على طباعة تصميمات الصفحات الصغيرة من خلال نقش بارز (كاميو) باستخدام الشمع أو الطين، وهو يعتبر رائدًا صغيرًا في الطباعة الروتوغرافية التي استخدمها الأفراد الأثرياء لختم المستندات والتصديق عليها. أصبح اليونانيون القدماء يستخدمون نقارات الورق ذات القطر الأكبر بحلول عام 650 قبل الميلاد، وذلك من أجل طباعة الصور الصغيرة على العملات المعدنية والعملات الرمزية.
نُفذت التصميمات الأولى للفنانين الذين صنعوا نقارات العملات الأولى بقدر كبير من المهارة لا يمكن الحصول عليه من العمل اليدوي الشائع، وأُنتجت أنواعًا بارزة ومحددة للغاية مصممة لإعادة استخدامها إلى ما لا نهاية. لم يتم جمع أنواع العملات المعدنية أو طباعتها باستخدام الحبر على الورق، على عكس الخطوط الأولى التي استخدمت لطباعة الكتب في القرن الثالث عشر، بل انتشرت كعملة معدنية باعتبار المعدن وسيطًا أكثر متانة، ونجت بفضل ذلك بأعداد كبيرة. كانت العملات شكلًا مضغوطًا من المعرفة الموحدة التي صدرت في طبعات كبيرة بصفتها الوجه القابل للنقل للسلطة الحاكمة، وتُعد أيضًا وسيلة جماعية قديمة ساهمت في توطيد التجارة والحضارة في جميع أنحاء البحر الأبيض المتوسط من العصور القديمة.

### الأختام والطوابع
قد تشكل الأختام والطوابع سلائف للنمط المنقول. تُعد التباعدات غير المتساوية بين الآثار التي وُجدت على الطوابع المصنوعة من الطوب في مدينتي الوركاء ولارسا في بلاد ما بين النهرين، والتي يعود تاريخها إلى الألفية الثانية قبل الميلاد، دليلًا على أنها صُنعت باستخدام النمط المنقول. اعتبر أحد الباحثين أن قرص فايستوس المينوسي الغامض الذي يعود تاريخه لفترة 1800- 1600 قبل الميلاد، يُعد مثالًا مبكرًا عن نص يُعاد إنتاجه باستخدام أحرف قابلة للاستخدام مرة أخرى: ربما أُنتج عم طريق الضغط على «أختام» هيروغليفية فوق الطين اللين. يرى بعض المؤلفين أن هذا القرص يجمع تقنيًا كل المعايير التعريفية التي تمثل الحدوث المبكر للطباعة من النوع المنقول. ادعى جيروم آيزنبرغ في الآونة الأخيرة، أن القرص مزيف.
يُعد نقش بروفينينغ المخصص مثالًا من العصور الوسطى على استخدام الطوابع المنقولة.

### الطباعة الخشبية
أصبحت مواد الكتابة قابلة للنقل واقتصادية أكثر من العظام والأصداف وشرائح الخيزران والألواح المعدنية والحجرية والحرير وغيرها من المواد التي استخدمت سابقًا، بعد اختراع الورق في القرن الثاني الميلادي خلال عهد أسرة هان الصينية. ولكن لا يزال نسخ الكتب باليد يستهلك مقدارًا كبيرًا من اليد العاملة. لم تظهر أختام الطباعة وحروف المونوتيب إلا في عصر شيبينغ (172- 178م) وحتى نهاية عهد سلالة هان الشرقية، إذ سرعان ما استُخدمت لطباعة التصاميم على الأقمشة ولاحقًا في طباعة النصوص.
عملت الطباعة الخشبية التي اخُترعت في نحو القرن الثامن خلال عهد سلالة أسرة تانغ على النحو التالي: أولًا، يُعلق النص المنسوخ يدويًا على لوحة سميكة وسلسة نسبيًا مع مقدمة الورقة التي تكون رفيعة جدًا لدرجة أنها شبه شفافة، وتلتصق باللوحة فتظهر الأحرف مقلوبة ولكنها واضحة الشكل بحيث يمكن التعرف على أي خط بمنتهى السهولة. بعد ذلك يقص النحاتون أجزاء اللوح الذي لا يشكل جزءًا من الحرف، بحيث تُقطع الحروف لتكون بارزة بشكل مختلف عن تلك التي تُقص بشكل غائر. تحتوي الأحرف النافرة عند الطباعة على حبر ينتشر عليها وتُغطى بالورق. يحرك العمال أيديهم برفق على ظهر الورقة فتُطبع الأحرف عليها. وصلت الطباعة الخشبية بحلول عهد سلالة سونغ إلى ذروتها. على الرغم من أن الطباعة الخشبية قد لعبت دورًا مؤثرًا في نشر الثقافة، إلا أنها امتلكت بعض العيوب الواضحة، إذ يتطلب نحت لوحة الطباعة وقتًا طويلًا وعملًا مجهدًا ومواد، ولم يكن من المناسب تخزين هذه اللوحات، وأخيرًا، كان من الصعب تصحيح الأخطاء في حال ارتكابها.